# 14. světové skautské jamboree

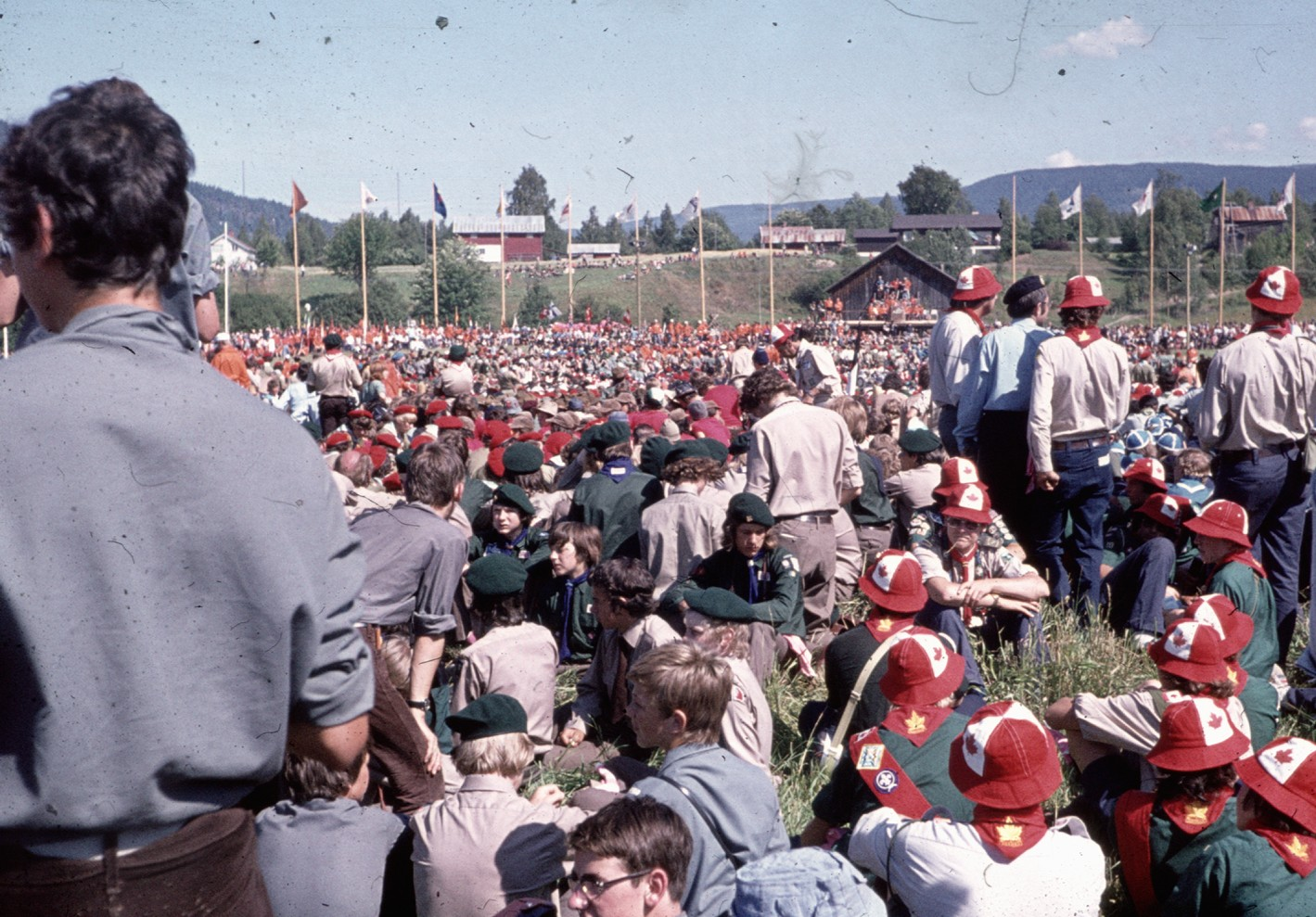
Zahajovací ceremoniál

14. světové skautské jamboree se uskutečnilo 29. července – 7. srpna 1975 a hostilo je Norsko v Lillehammeru na břehu jezera Mjøsa.

## Zahájení
Norská král Olaf V. a jeho syn Harald V. Norský, který byl tehdy korunním princem, zahájili „Nordjamb '75“, jak se slavnost obecně nazývala, za přítomnosti 17 259 skautů z 94 zemí. Sloganem tohoto jamboree bylo "Five fingers, one hand" („Pět prstů, jedna ruka“), což vyjadřovalo i mezinárodní spolupráci ze strany pěti severských zemí odpovědných za organizaci jamboree.
Tento slogan také symbolizoval:
- Každý z pěti prstů je malý a slabý, ale společně tvoří účinnou a silnou jednotku.
- Skauti ze všech pěti kontinentů se setkávají na Světovém jamboree.
- Pět severských zemí společně hostí světovou událost.

Heslo jamboree se představovalo různými způsoby, včetně jedné akce, která přivedla všechny účastníky jamboree do centrální arény, kde vytvořili obří ruku, která byla fotografována z letadel.

## Program
Program 14. jamboree zahrnoval exkurze mezinárodních hlídek do hor, prostory pro aktivity, severskou stezku, sbor, návštěvu kulturního muzea Maihaugen a oblastní trh. Vznikla zde četná přátelství díky pohostinnosti, které se dostalo téměř všem návštěvníkům v domácnostech hostitelů. V programu bylo několik aktivit, které využívaly moderní technologie, a také tradiční aktivity jako turistika, orientační běh a kempování.
Jamboree navštívil také švédský král Karel XVI. Gustav a marocký korunní princ Mohammed VI.

## Tábořiště
Tábořiště leželo na břehu řeky Lågen v místě, kde se vlévá do jezera Mjøsa. Skládalo se z hlavního kempu a desíti subkempů:
| Číslo | Jméno      | pojmenováno po                                         |
| ----- | ---------- | ------------------------------------------------------ |
| 1     | Siljan     | Švédské jezero v Dalarna                               |
| 2     | Teno       | Řeka v Laplandu                                        |
| 3     | Nordkapp   | Nejsevernější bod Evropy                               |
| 4     | Trelleborg | starobylé Vikingské sídlo                              |
| 5     | Hekla      | Vulkán na Islandu                                      |
| 6     | Skane      | Nejjižnější region Švédska                             |
| 7     | Jurmo      | Finský ostrov                                          |
| 8     | Dovre      | pohoří v Norsku                                        |
| 9     | Sarek      | Národní park v severním Švédsku                        |
| 10    | Lillebelt  | Úžina mezi dánským ostrovem Fyn a Jutským poloostrovem |

## Aktivity
Každý skaut měl možnost zapojit se do následujících aktivit:
- fyzické aktivity
- vodní aktivity
- severní stezka
- příroda  a rezervace
- ruční práce
- návštěva muzea Maihaugen v Lillehammeru
- severská kultura  a demokracie
- moderní technologie
- hike (dvoudenní pochod po severské oblasti)[3]

2. srpna 1975 se konal oblastní trh jamboree. Pro tuto událost byly vydány tzv. Nord Crowns jako táborová měna.